# Teoria di Sturm-Liouville
In matematica e nelle sue applicazioni, la teoria di Sturm-Liouville, dal nome dei matematici Jacques Charles François Sturm (1803-1855) e Joseph Liouville (1809-1882), è lo studio degli autovalori di un'equazione differenziale lineare del secondo ordine, detta equazione di Sturm-Liouville. Il problema di trovare gli autovalori per cui esiste una soluzione non banale dell'equazione di Sturm-Liouville soddisfacente le condizioni al contorno è detto problema di Sturm-Liouville o problema S-L.
La teoria di Sturm-Liouville riguarda l'esistenza degli autovalori dell'equazione e il loro andamento asintotico che ne risulta. Si tratta di una teoria importante nella matematica applicata, dove i problemi S-L sono molto frequenti, in particolare quando si ha a che fare con equazioni alle derivate parziali lineari separabili.

## La teoria
L'equazione di Sturm-Liouville è un'equazione differenziale lineare del secondo ordine reale nella forma:
{\displaystyle -{\mathrm {d}  \over \mathrm {d} x}\left[p(x){\mathrm {d} y \over \mathrm {d} x}\right]+q(x)y=\lambda r(x)y\qquad \lambda \in \mathbb {C} }
Le funzioni {\displaystyle p(x)} e {\displaystyle r(x)} sono positive, mentre {\displaystyle q(x)} è reale. Nel caso più semplice sono funzioni continue su un intervallo {\displaystyle (\alpha ,\beta )}, ed il valore del parametro complesso {\displaystyle \lambda } non è specificato nell'equazione. La formulazione del problema spesso prevede anche la specificazione dei valori al contorno di {\displaystyle y} e di {\displaystyle dy/dx} in {\displaystyle \alpha } e {\displaystyle \beta }. La funzione {\displaystyle r(x)} è chiamata funzione "peso" o "densità".
Considerando lo spazio di Hilbert {\displaystyle L^{2}([\alpha ,\beta ])} con prodotto interno dato da:
{\displaystyle \langle f,g\rangle =\int _{\alpha }^{\beta }{\overline {f(x)}}g(x)r(x)\,\mathrm {d} x}
i valori di {\displaystyle \lambda }, se esistono, sono gli autovalori del problema definito dall'equazione di Sturm-Liouville e dalle condizioni al contorno, mentre le soluzioni corrispondenti ad un certo {\displaystyle \lambda } sono le autofunzioni del problema. Si tratta del problema agli autovalori di un operatore differenziale autoaggiunto:
{\displaystyle Ly={1 \over r(x)}\left(-{\mathrm {d}  \over \mathrm {d} x}\left[p(x){\mathrm {d} y \over \mathrm {d} x}\right]+q(x)y\right)}
e l'equazione di Sturm-Liouville può essere scritta come:
{\displaystyle Ly=\lambda y}
L'operatore {\displaystyle L} è una trasformazione lineare, definita su funzioni sufficientemente lisce da soddisfare le condizioni al contorno del problema, della quale si vogliono dunque trovare gli autovalori {\displaystyle \lambda } ed i corrispondenti autovettori {\displaystyle y}. Tutte le equazioni ordinarie lineari del secondo ordine possono essere ricondotte ad un'equazione di Sturm-Liouville moltiplicando entrambi i membri per un opportuno fattore di integrazione, mentre ciò non è possibile per le equazioni alle derivate parziali.
L'equazione di Sturm-Liouville può essere scritta come un'equazione omogenea del secondo ordine del tipo:
{\displaystyle [p(x)\cdot y'(x)]'-q(x)y(x)+\lambda r(x)y(x)=0}
dove {\displaystyle y(x)} è la funzione incognita che inoltre soddisfa le condizioni al contorno:
{\displaystyle a_{1}y(\alpha )+a_{2}y'(\alpha )=a_{3}y(\beta )+a_{4}y'(\beta )=0}
I coefficienti {\displaystyle a_{1}}, {\displaystyle a_{2}}, {\displaystyle a_{3}} e {\displaystyle a_{4}} sono reali e tali che {\displaystyle (a_{1};a_{2})\neq (0;0)} e {\displaystyle (a_{3};a_{4})\neq (0;0)}.
L'equazione omogenea si può scrivere anche come:
{\displaystyle Ly(x)=\lambda r(x)y(x)}
dove:
{\displaystyle L=q(x)-p'(x){\frac {d}{dx}}-p(x){\frac {d^{2}}{dx^{2}}}}
Gli autovalori dell'equazione sono reali. Infatti, siano date due equazioni una complessa coniugata dell'altra:
{\displaystyle [p(x)\cdot y_{n}'(x)]'-q(x)y_{n}(x)+\lambda _{n}r(x)y_{n}(x)=0}
{\displaystyle [p(x)\cdot (y_{n}^{*})'(x)]'-q(x)y_{n}^{*}(x)+\lambda _{n}^{*}r(x)y_{n}^{*}(x)=0}
Moltiplicando la prima equazione per {\displaystyle y_{n}^{*}(x)} e la seconda per {\displaystyle y_{n}(x)}, sottraendo membro a membro e integrando tra {\displaystyle \alpha } e {\displaystyle \beta } si ha:
{\displaystyle (\lambda _{n}-\lambda _{n}^{*})\int _{\alpha }^{\beta }r(x)|y_{n}(x)|^{2}dx=\int _{\alpha }^{\beta }\{y_{n}(x)[p(x)(y_{n}^{*})'(x)]'-y_{n}^{*}(x)[p(x)y_{n}'(x)]'\}dx=}
{\displaystyle =\{y_{n}(x)p(x)(y_{n}^{*})'(x)-y_{n}^{*}(x)p(x)y_{n}'(x)\}|_{\alpha }^{\beta }=0}
e questo implica che {\displaystyle \lambda _{n}=\lambda _{n}^{*}}. A meno della costante moltiplicativa anche le autofunzioni risultano normalizzate:
{\displaystyle \int _{\alpha }^{\beta }r(x)|y_{n}(x)|^{2}dx=1}
e l'inserimento la funzione {\displaystyle r(x)} consente di mostrare l'ortogonalità delle autofunzioni:
{\displaystyle \int _{\alpha }^{\beta }y_{m}^{*}(x)y_{n}(x)r(x)dx=\delta _{nm}}.
Qualunque funzione {\displaystyle f(x)} continua nell'intervallo {\displaystyle \alpha \leq x\leq \beta } e che abbia derivate prime e seconde continue nello stesso intervallo, e che soddisfano le condizioni al contorno, può essere sviluppata nella serie:
{\displaystyle f(x)=\sum _{n=1}^{\infty }c_{n}y_{n}(x)}
che è assolutamente e uniformemente convergente. In questa serie {\displaystyle y_{n}(x)} rappresentano le autofunzioni del problema di Sturm-Liouville e i coefficienti valgono:
{\displaystyle c_{n}=\int _{\alpha }^{\beta }y_{n}^{*}(x)f(x)r(x)dx}

### Esistenza di una base di autofunzioni
Il fatto che {\displaystyle L} sia autoaggiunto si mostra integrando per parti due volte e utilizzando le condizioni al contorno. Tuttavia, dal momento che si tratta di un operatore non limitato l'esistenza di una base ortogonale di autofunzioni non è garantita. Per ovviare a tale problema, si considera il risolvente:
{\displaystyle (L-z)^{-1}\qquad z\in \mathbb {C} }
dove {\displaystyle z} non è autovalore, e tramite il metodo delle variazioni delle costanti si risolve l'equazione non omogenea mostrando come il risolvente sia un operatore integrale che ha per nucleo una funzione continua e simmetrica, che è la funzione di Green del problema. Come conseguenza del teorema di Ascoli-Arzelà si tratta di un operatore compatto, e per il teorema spettrale esistono una successione di autovalori {\displaystyle \alpha _{n}} convergente a zero e una base ortonormale di autofunzioni.
Inoltre, si nota che {\displaystyle (L-z)^{-1}y=\alpha y} è equivalente a {\displaystyle Ly=(z+\alpha ^{-1})y}.

## Equazioni alle derivate parziali
Per un'equazione differenziale alle derivate parziali lineare del tipo:
{\displaystyle f(x){\frac {\partial ^{2}u}{\partial x^{2}}}+g(x){\frac {\partial u}{\partial x}}+h(x)u={\frac {\partial u}{\partial t}}+k(t)u}
{\displaystyle u(a,t)=u(b,t)=0}
{\displaystyle u(x,0)=s(x)}
imponendo:
{\displaystyle u(x,t)=X(x)T(t)}
si possono separare le variabili, e la PDE può essere scritta come:
{\displaystyle {\frac {{\hat {L}}X(x)}{X(x)}}={\frac {{\hat {M}}T(t)}{T(t)}}}
dove:
{\displaystyle {\hat {L}}=f(x){\frac {\mathrm {d} ^{2}}{\mathrm {d} x^{2}}}+g(x){\frac {\mathrm {d} }{\mathrm {d} x}}+h(x)\qquad {\hat {M}}={\frac {\mathrm {d} }{\mathrm {d} t}}+k(t)}
Dal momento che, per definizione, {\displaystyle {\hat {L}}} e {\displaystyle X(x)} non dipendono dal tempo {\displaystyle t} e inoltre {\displaystyle {\hat {M}}} e {\displaystyle T(t)} non dipendono dalla posizione {\displaystyle x}, entrambi i membri della relazione devono essere uguali a una qualche costante:
{\displaystyle {\hat {L}}X(x)=\lambda X(x)\qquad X(a)=X(b)=0}
{\displaystyle {\hat {M}}T(t)=\lambda T(t)}
La prima di tali equazioni è un problema di Sturm–Liouville, mentre la seconda può essere risolta analiticamente solo se si conoscono gli autovalori. Dal momento che non esiste un'espressione analitica esatta che sia soluzione generale di un problema di Sturm–Liouville, si può assumere che esistano autofunzioni {\displaystyle X_{n}(x)} ed autovalori {\displaystyle \lambda _{n}}. Si ha:
{\displaystyle {\frac {\mathrm {d} }{\mathrm {d} t}}T_{n}(t)=(\lambda _{n}-k(t))T_{n}(t)}
da cui:
{\displaystyle T_{n}(t)=a_{n}e^{-\left(\lambda _{n}t-\int _{0}^{t}k(\tau )\mathrm {d} \tau \right)}}
Quindi si ha:
{\displaystyle u(x,t)=X(x)T(t)=\sum _{n}a_{n}X_{n}(x)e^{-\left(\lambda _{n}t-\int _{0}^{t}k(\tau )\mathrm {d} \tau \right)}}
con:
{\displaystyle a_{n}={\frac {(X_{n}(x),s(x))}{(X_{n}(x),X_{n}(x))}}}
dove il prodotto interno è dato da:
{\displaystyle (y(x),z(x))=\int _{a}^{b}y(x)z(x)w(x)\mathrm {d} x\qquad w(x)={\frac {e^{\int {\frac {g(x)}{f(x)}}\mathrm {d} x}}{f(x)}}}